# The Volunteer
The Volunteer es un mediometraje inglés de 1943.

## Argumento
Tras una memorable interpretación de Otelo en un teatro de Londres, Ralph Richardson es interpelado por Fred, su ayudante de camerino, para que le firme un autógrafo. Poco tiempo después Fred se ha unido a la fuerza aérea y se ha convertido un héroe al rescatar a un piloto de su avión en llamas. Cuando Fred vuelve a Inglaterra es el turno de Ralph para pedirle un autógrafo.
- Datos: Q7773083